# Skarhults distrikt
Skarhults distrikt är ett distrikt i Eslövs kommun och Skåne län. 
Distriktet ligger söder om Eslöv. 

## Tidigare administrativ tillhörighet
Distriktet inrättades 2016 och utgörs av socknen Skarhult i Eslövs kommun.
Området motsvarar den omfattning Skarhults församling hade vid årsskiftet 1999/2000.